# A Madárka epizódjainak listája
Ez a lap a Madárka (televíziós sorozat) epizódlistája.

## Évados áttekintés
| Évad | Évad | Török epizód | Magyar epizód | Török sugárzás       | Török sugárzás  | Magyar sugárzás | Magyar sugárzás    |
| Évad | Évad | Török epizód | Magyar epizód | Évadpremier          | Évadfinálé      | Évadpremier     | Évadfinálé         |
| ---- | ---- | ------------ | ------------- | -------------------- | --------------- | --------------- | ------------------ |
|      | 1    | 30           | 72            | 2013. szeptember 24. | 2014. május 17. | 2019. május 16. | 2019. augusztus 9. |

## 1. évad
| Magyar epizód | Magyar premier     | Leírás |
| ------------- | ------------------ | --- |
| 1.            | 2019. május 16.    | Kislányként Feride gyerekes viselkedéséről volt híres. Sokan úgy gondolták, azért, mert korán elvesztette az édesanyját. Nagynénje neveli fel, a saját gyermekeivel együtt. Feride és unokabátyja, Kamran civódása gyerekkoruk óta kíséri kapcsolatukat. Nem tudják azonban, hogy a sors talán pont emiatt közös jövőt szánt nekik... |
| 2.            | 2019. május 17.    | Feridenek titkos hódolója akad. Azonban Kamran szeretőjéről is lehull a lepel. Selim eközben egy félreértés miatt halálos betegnek hiszi Feridét... |
| 3.            | 2019. május 20.    | Feride és Kamran megegyeznek abban, hogy szeretők látszatát keltik majd. Necmiye egy félreértés miatt azt hiszi, hogy Selimnek és Feridenek viszonya van. Seyfettin egy áruátvételkor betegséggel fertőzött terméket kap |
| 4.            | 2019. május 21.    | Necmiye azt a hírt kelti, hogy Feride egyszerre két férfit szédít. A kórházba megérkezik az első pestises, a városban pedig pánik tör ki. Kamran valódi randevúra hívja Feridet, a lány azonban tanácstalanná válik és a sorsra bízza magát.                                                                                          |
| 5.            | 2019. május 22.    | Kamran és Selim minden erejükkel Seyfettin gyógyulásán fáradoznak. Besime azonban egyre gyanakvóbb. Feride továbbra is abban a hitben él, hogy halálos beteg. |
| 6.            | 2019. május 23.    | Kamran és Selim minden erejükkel Seyfettin gyógyulásán fáradoznak. Besime azonban egyre gyanakvóbb. Feride továbbra is abban a hitben él, hogy halálos beteg. |
| 7.            | 2019. május 24.    | Kamran csaknem saját életét áldozza fel édesapja egészségéért. Feride és Besime is megtudja az igazságot Seyfettinről. Selim engedélyt kér Kamrantól, hogy Feridehez közelebb kerülhessen, a fiú azonban elutasítja barátja kérését.                                                                                                  |
| 8.            | 2019. május 27.    | Feride egy orvosi vizsgálat során megtudja, mégsem tüdőbeteg, ahogy azt Selim állította. Necmiye elmegy Neriman-hoz, hogy kérdőre vonja Kamran-nal kapcsolatban. A találkozó azonban nem a várt módon zárul. |
| 9.            | 2019. május 28.    | Lazar doktor jó híreket közöl Feride-vel, miszerint egészséges. Selim mérgezett csokoládét küld Feride-nek, azonban a desszert nem jó kézbe kerül. Kamran-t bilincsben vezetik el, amiért illegális módon gyógyította édesapját. |
| 10.           | 2019. május 29.    | A rendőrség Kamran után nyomoz és szökevényként kezelik. Necmiye rosszul lesz, minden bizonnyal megmérgezték. Neriman házába felkelők törnek be, akik el akarják üldözni a nőt. |
| 11.           | 2019. május 30.    | Seyfettin neheztel Kamran-ra a tette miatt. Lavant segítséget ígér Feride-nek, hogy megmenthesse Kamran-t a bírói ítélettől. A segítségnek azonban ára van. |
| 12.           | 2019. május 31.    | Kamran-t halálbüntetésre ítélik. Seyfettin azt tanácsolja fiának, meneküljön el messzire. Kamran azonban más tettre szánja el magát. |
| 13.           | 2019. június 3.    | Lavant arra kényszeríti Feride-t, hogy menjen feleségül Selimhez. A lány úgy dönt, segít a szökésben Kamran-nak. A férfi azonban nem akar bujkálni. |
| 14.           | 2019. június 4.    | Münevver és Neriman aljas tervet eszelnek ki Necmiye ellen. Feride ellen is körözést adnak ki, amiért segített Kamran-nak a szökésben. Feride úgy sejti, Selim áll a dolog mögött. |
| 15.           | 2019. június 5.    | Selim kis híján lelepleződik, mikor Kamran megjelenik nála. Egy váratlan dolognak hála a bíró enyhíti Feride és Kamran ítéletét, így hazatérhetnek. Seyfettin arra kéri fiát, döntsön Neriman és Feride között. |
| 16.           | 2019. június 6.    | Kamran kidobja a házból Selim-et, amiért azt hiszi, meggyalázta Necmiye-t. A családtagok egymás ellen fordulnak. Kamran végleg eldönti, kit akar feleségül venni. |
| 17.           | 2019. június 7.    | Kamran és Feride egymás iránt érzett érzései ott rejtőznek mindkettőjükben, azonban nem törhetnek elő. Seyfettin arra kéri fiát, ne keltsen a lányban hiú reményeket. |
| 18.           | 2019. június 10.   | Selim elmegy Necmiye-hez, hogy megkérje a kezét. Levent beváltja ígéretét és feleségül veszi Feride-t, a lány tudta nélkül. Feride úgy érzi, Mari és Necmiye titkolnak előle valamit. |
| 19.           | 2019. június 11.   | Necmiye féltékenységében akkora port kavar, hogy Besime elküldi a háztól Feride-t. Kamran a lány nyomába ered, miközben egyre biztosabb lesz érzéseiben. |
| 20.           | 2019. június 12.   | Besime átokhozó amuletteket talál a házban, melyeket Neriman rejtett el. Mari elmondja Feride-nek, hogy Selim meg akarta mérgezni. A lány elmegy Seli-hez, hogy revansot vegyen. |
| 21.           | 2019. június 13.   | Kamran azt hiszi, Feride-nek és Selim-nek viszonya van. Eközben Levent-et börtönbe viszik Vasfi meggyilkolásának vádjával. Feride-re kmoly büntetést szabnak ki az iskolában. |
| 22.           | 2019. június 16.   | Seyfettin megpróbál hatni Kamran-ra, hogy bocsásson meg Feride-nek. Necmiye mindent bevall Besime-nek Selim-mel kapcsolatban. A nő meglepődik lánya gonoszságán. |
| 23.           | 2019. június 17.   | Kamran megtudja az igazságot Feride-ről, de a lány nem akar megbocsátani. Ezért a lány nyomába ered. Necmiye azt hazudja, hogy várandós, csak hogy mentse a bőrét. |
| 24.           | 2019. június 18.   | Feride Rodostóba utazik, mivel nincs hová mennie az iskolai szünetben. Kamran is vele tart, de a lány továbbra sem áll vele szóba. Necmiye elkeseredésében öngyilkosságot kísérel meg. |
| 25.           | 2019. június 19.   | Kamran-nak hirtelen vetélytársa akad Rodostóban. Mindez arra sarkallja a fiút, hogy bevallja végre érzéseit Feride-nek. Egy véletlen pillanatban a lány is elszólja magát érzéseiről. |
| 26.           | 2019. június 20.   | Kamran és Feride titokban tartják szerelmüket. Seyfettin megtudja, hogy Feride és Selim házasok. A férfi azonban átlát Selim-en és utánajár a dolgoknak. |
| 27.           | 2019. június 23.   | Feride és Kamran bontakozó szerelmét a családtagok is észreveszik. Selim a kórházban őrültnek tetteti magát, hogy ne zárhassák börtönbe. |
| 28.           | 2019. június 24.   | Kamran egy iskolai ünnepségen megkéri Feride kezét. Mindezzel azonban bonyodalmat okot, Feride-t pedig megbüntetik. A férfinak így várnia kell a lány válaszára. |
| 29.           | 2019. június 25.   | Feride szabadulni próbál büntetéséből, de nem sok szerencsével. Kamran eközben már a találkozó helyszínére tart. Selim segítséget kér orvosától, hogy kiengedhessék a kórházból. |
| 30.           | 2019. június 26.   | Kamran felmond a kórházban és Európába kíván utazni. Jumali azonban úgy intézi, hogy az utolsó pillanatban Feride és Kamran még találkozhassanak. Seyfettin kitagadja Necmiye-t a házból. |
| 31.           | 2019. június 27.   | Feride és Kamran hazaszöknek, hogy bejelentsék eljegyzésüket. Selim és Necmiye összeházasodnak és megkezdik közös életüket. Seyfettin hirtelen rosszul lesz és eszméletlenül esik össze. |
| 32.           | 2019. július 1.    | Selim megfenyegeti a főorvost, hogy rúgja ki Kamran-t a kórházból, különben titkokat árul el róla. Feride megijed a házasságtól és a család felhőtlen terveitől. |
| 33.           | 2019. július 2.    | Kamran Feride iskolájában kezd el tanítani. Neriman képtelen elfogadni házasságukat, ezért szövetkezik Selim-mel. Kamran mindenáron vágyik Feride csókjára, de a lány túl szégyenlős. |
| 34.           | 2019. július 3.    | Besime és Seyfettin elkeserednek, mikor látják, hogy Necmiye milyen körülmények között él. Kamran aggódik, hogy örökre eltiltják az orvoslástól. |
| 35.           | 2019. július 4.    | Neriman csapdába csalja Kamran-t, hogy elválassza őt Feride-től. Valé bogarat ültet Feride fülébe, amitől a lány összezavarodik. |
| 36.           | 2019. július 5.    | Kamran elrabolja Feride-t, hogy rávegye a korábbi eljegyzésre, de a megbeszélés vádaskodásba fullad. Szerencsére azonban Müjgan terve sikerül és a szerelmesek kibékülnek. |
| 37.           | 2019. július 8.    | Feride rúzsnyomot talál Kamran ingén, a jegyességet a fiú felbontja. Emiatt nem jelennek meg az eljegyzési ceremónián. |
| 38.           | 2019. július 9.    | Feride elájul és kórházba kerül. Selim akarja gondozásába venni, de Kamran hamar a lány segítségére siet. Besime magát hibáztatja Feride megbetegedéséért. |
| 39.           | 2019. július 10.   | Besime elhatározza, hogy bármi áron, de összeházasítja Kamran-t és Feride-t. Tervet eszel ki Mujgan-nal együtt és feleségjelölteket hív a házba, hogy féltékennyé tegye Feride-t. |
| 40.           | 2019. július 11.   | Selim megtámadja Feride-t, a lány emiatt teljesen kétségbeesik. Jumali fia, Yusuf hazatér a katonaságból, ám furcsán viselkedik. Kamran visszakapja az orvosi engedélyét. |
| 41.           | 2019. július 12.   | Feride bevallja Müjgan-nak, hogy Selim figyeli őt. Besime, látván Necmiye rossz körülményeit, hazaviszi őt. Seyfettin és Kamran nem fogadják kitörő örömmel. |
| 42.           | 2019. július 15.   | Selim előre eltervezett szándékkal betör Besime házába, mikor Seyfettin és Kamran elmegy otthonról. Feride-t elrabolja, Necmiye-t pedig meglövi. |
| 43.           | 2019. július 16.   | Kamran kétségbeesetten keresi Feride-t. Necmiye elárulja Seyfettin-nek, hogy Neriman keze is benne van Feride elrablásában. Neriman-hoz rendőrök érkeznek, akik letartóztatják. |
| 44.           | 2019. július 17.   | Feride elkeseredésében öngyilkosságot akar elkövetni. Kamran az utolsó pillanatban rátalál a lányra. Kiderül, hogy Necmiye várandós. |
| 45.           | 2019. július 18.   | Kamran és Yusuf Selim nyomába erednek. Selim azonban csapdát állít. Besime azt hiszi, Feride fogvatartása alatt elvesztette ártatlanságát. |
| 46.           | 2019. július 19.   | Necmiye gyógyszert vesz be, hogy megszakítsa terhességét. Besime ellenségesen viselkedik Feride-vel, mióta hazatért. Selim megszökik a börtönből. |
| 47.           | 2019. július 22.   | Neriman megpróbálja megakadályozni Feride és Kamran eljegyzését. Necmiye-t letartóztatják a Selim-mel történtek miatt. Kamran életben akarja tartani Selim-et. |
| 48.           | 2019. július 23.   | Kamran feladja magát a rendőrségen, hogy húgát védje. Feride a bíróhoz fordul a büntetés enyhítéséért. Kamran azonban nem akar élni a lehetőséggel. |
| 49.           | 2019. július 24.   | Kamran cellájában Levent jelenik meg egy késsel. Seyfettin nem mindennapi döntésre szánja el magát, hogy megmentse fia és Feride jegyességét. |
| 50.           | 2019. július 25.   | Yusuf pénzhez akar jutni, ezért betör egy házba. Feride megpróbálja eladni a házat, azonban nem megy olyan könnyen, mint gondolta. Végül jelentkezik egy lehetséges vevő. |
| 51.           | 2019. július 26.   | Kamran kiszabadul a börtönből. Nem sokkal később megtudja, hogy Seyfettin feleségül vette Neriman-t. Neriman nem vesztegeti az idejét, egy vacsora alkalmával megjelenik Kamran családjánál. |
| 52.           | 2019. július 26.   | Besime kiborul Neriman láttán. Kamran örlődik, hogy elmondja-e Feride-nek az igazat. Feride-t nem hagyják nyugodni a történtek és számonkéri Kamran-t. |
| 53.           | 2019. július 29.   | Seyfettin tisztázza a dolgokat Besime-vel. Neriman azon dolgozik, hogy vitát keltsen Feride és Kamran között. Feride úgy dönt, visszaköltözik az iskolába, amíg nem csitulnak a kedélyek. |
| 54.           | 2019. július 29.   | Feride kicsalja Neriman-ból az igazságot. Yusuf és Kamran összeverekednek Feride miatt. Besime minden rosszért Feride-t okolja és el akar válni Seyfettin-től. |
| 55.           | 2019. július 30.   | Feride gondosan ápolja Kamran-t, miközben azt fontolgatja, hogy elhagyja őt. Neriman addig bogozza a szálakat, míg az egész család Besime ellen fordul, Seyfettin pedig válni akar. |
| 56.           | 2019. július 30.   | Besime-t Azelya fogadja be otthonába. Münevver elárulja Kamran-nak, hogy Neriman üldözte el Besime-t. Kamran Feride után megy, hogy bevallja neki a teljes igazságot. |
| 57.           | 2019. július 31.   | Feride és Kamran közös otthonukat szépítgetik. Seyfettin bocsánatért könyörög Besime-nél. Azelya kihallgatja a beszélgetést. |
| 58.           | 2019. július 31.   | Azelya meg akarja keresni Feride-t, hogy elmondja neki Neriman terhességét. Müjgan és Yusuf sejteni kezdik, hogy Azelya tervez valamit. |
| 59.           | 2019. augusztus 1. | Azelya rájön, hogy Besime megtudta a tervét. Neriman kórházba kerül és veszélyben van a gyermeke. Az orvosok csak akkor tudják megmenteni, ha abortuszt hajtanak végre. |
| 60.           | 2019. augusztus 1. | Seyfettin és Besime kibékülnek. Kamran összehívja a családot ennek örömére. Azt tervezi, hogy végre beszél Feride-vel, de a sors másképp akarja. |
| 61.           | 2019. augusztus 2. | Neriman ismét megvezeti Kamran-t. Feride megtudja az igazságot a gyerekről. Eközben Necmiye elárulja édesanyjának, hogy gyermeket vár Selim-től. |
| 62.           | 2019. augusztus 2. | Feride becsapva érzi magát, amiért szerettei tudtak Neriman gyerekéről. Emellett iskolai tanulmányai is veszélybe kerülnek. Kamran minden erejével azon van, hogy Feride megbocsásson neki. |
| 63.           | 2019. augusztus 5. | Kamran új esélyt remél Feride-től, a lány azonban szakít vele és elhagyja. Necmiye eldönti, hogy örökbe adja gyermekét. Kamran rájön, hogy Yusuf Feride miatt lopott pénzt. |
| 64.           | 2019. augusztus 5. | Kamran visszatér a tanításhoz. Az iskolába egy kislány érkezik, aki hamar Feride figyelmébe kerül. Nem is csoda, hiszen pont olyan, mint amilyen ő is volt kiskorában. |
| 65.           | 2019. augusztus 6. | Feride felügyelőnőnek áll Gülce mellé. Kamran igyekszik Neriman-t életben tartani, de egyre nehezebb. Eközben gyanakodni kezd Yusuf-ra, amiért Feride-vel látja együtt. |
| 66.           | 2019. augusztus 6. | Feride megismerkedik a vonzó Murad úrral. Kamran megtiltja Feride-nek, hogy továbbra is a férfinál dolgozzon, a lány azonban ellenszegül. Seyfettin megtudja, hogy Necmiye gyermeket vár. |
| 67.           | 2019. augusztus 7. | Kamran ismét összekülönbözik Murat úrral, ezért a férfi elbocsátja Feride-t. A lány ismételten nyomatékosítja szakítását Kamran-nal. Azelya felbukkan, hogy újból segítséget ajánljon fel. |
| 68.           | 2019. augusztus 7. | Gülce-nek nyoma vész, Murat úr pedig Feride segítségét kéri. Azelya úgy tesz, mintha rablótámadás érte volna, csak hogy Kamran-t elcsábíthassa. Neriman lebénul. |
| 69.           | 2019. augusztus 8. | Azelya rá akarja venni Neriman-t, hogy panaszt tegyen Kamran-ra. Seyfettin terve Yusuf-fal és Necmiye-vel meghíusul. Murat úr Feride kedvében akar járni, ezért megajándékozza. |
| 70.           | 2019. augusztus 8. | Feride azt hazudja Kamran-nak, hogy viszonya van Murat-tal. Kamran elkeseredésében Azelya-val tölti az éjszakát. Münevver elárulja Neriman titkát, ami mindent megváltoztathat. |
| 71.           | 2019. augusztus 9. | Feride ki akar békülni Kamran-nal, a férfi azonban bizonytalan. Neriman panaszt tesz a kamaránál Kamran ellen. Mujgan és Yusuf elutaznak, hogy összeházasodhassanak. |
| 72.           | 2019. augusztus 9. | Feride és Kamran az esküvőjükre készülnek. Neriman megjelenik a ceremónián és mindent elront. Feride levélben búcsúzik el Kamran-tól és otthagyja az esküvőt... |